# Nive
La Nive (in basco Errobi; in dialetto guascone, grafia occitana detta classica: Niva, grafia guascone bayonnese: Nibe) è un fiume francese del Paese basco, nel dipartimento dei Pirenei Atlantici, affluente alla sinistra orografica del fiume Adour.

## Geografia
La Nive nasce ai piedi del Mendi Zar (1323 m s.l.m.), con il nome di Harpeko erreka. La sua sorgente principale si trova all'altezza di 360 metri s.l.m. Essa si forma presso Saint-Jean-Pied-de-Port dalla confluenza dei torrenti della Bassa Navarra:
- Nive de Béhérobie (corso principale),
- Laurhibar,
- Nive d'Arnéguy.

Le gole di Atekagaitz a sud d'Itxassou segnano il suo passaggio nella provincia del Labourd.
La sua confluenza con l'Adour avviene nella città di Bayonne, alla riva sinistra e all'altezza di 3 metri, a meno di 10 chilometri dal mare, il Golfo di Guascogna e l'oceano Atlantico. È su una collina sovrastante la sua confluenza con l'Adour, che si è sviluppata la città di Bayonne.
La lunghezza della Nive è di 79.3 km in Francia.
La Nive è apprezzata per la pesca sportiva dei salmonidi e la pratica degli sport acquatici (rafting e torrentismo in particolare).

## Principali affluenti

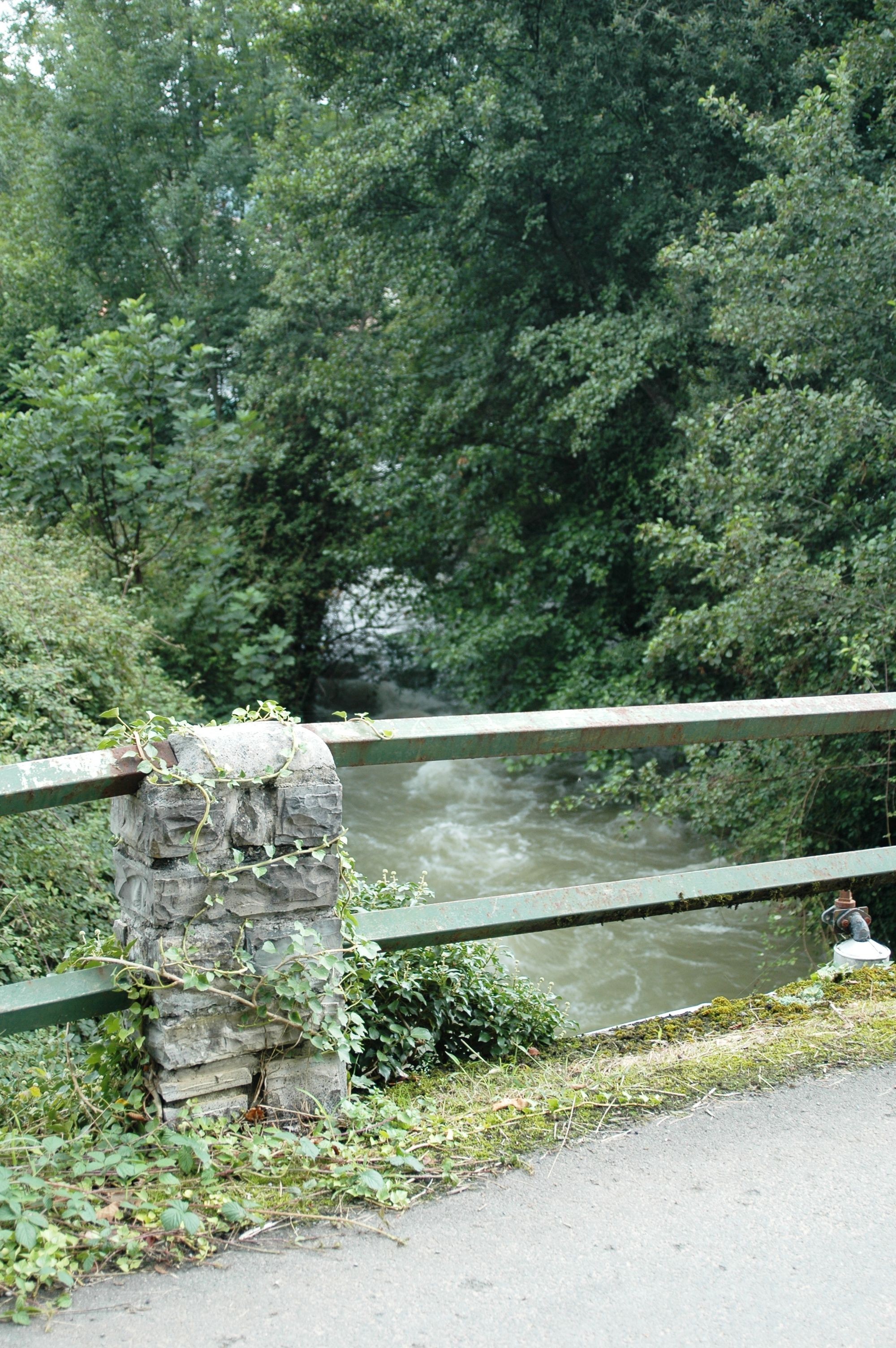
L'affluente Laurhibar a Lecumberry

(D= alla destra orografica; S = alla sinistra orografica)
- Nive de Béhérobie (corso principale)
- (D) Laurhibar, 28.1 km
- (S) Nive d'Arnéguy, circa 25 km, di cui 20,8 in Francia, dal colle d'Ibañeta
- (S) Berroko erreka, da Irouléguy
- (S) Nive des Aldudes, 33.6 km, da Saint-Étienne-de-Baïgorry
- (D) Laka, 20.5 km, da Suhescun e Irissarry
- (S) Baztan, 12.8 km, da Bidarray
- (D) Mouline, da Louhossoa
- (S) Laxia, 7.8 km, da Itxassou
- (D) Arkatzeko erreka, da Urcuray
- (S) Haltzuia o Ur hotxako erreka, proveniente da Haitzaga (Espelette)
- (S) Latsa, da Espelette
- (S) Latsa o Latxa, da Jatxou
- (S) Antzara, da Saint-Pée-sur-Nivelle

## Idrologia

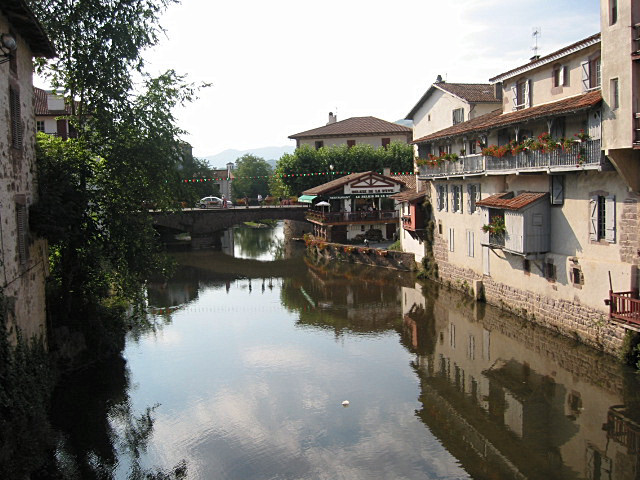
La Nive di Béhérobie

Il bacino della Nive presenta una piovosità molto importante: la piovosità annuale media è di 1680 mm. Il regime della Nive è pluviale e dovuto a queste abbondanti precipitazioni, con un'influenza dello scioglimento delle nevi piuttosto limitato.
Come la maggior parte degli altri corsi d'acqua pirenaici del bacino dell'Adour, la Nive è un fiume molto abbondante. La sua portata è stata osservata per un periodo di 42 anni (1967-2008), a Cambo-les-Bains, comune situato a una quindicina di chilometri dalla sua confluenza con l'Adour. La superficie così osservata è di 870 km2, cioè 85% della totalità del bacino versante del fiume.
Il modulo del fiume a Cambo-les-Bains è di 30.2 m3/s.
La Nive presenta delle fluttuazioni stagionali piuttosto marcate, con un periodo di piena in inverno-primavera che vede una portata media mensile a un livello tra i 40,8 e i 46.1 m3/s, da dicembre ad aprile incluso (con due massimi: il primo in dicembre-gennaio e il secondo, un po' più alto, in aprile). Dal mese di maggio, la portata diminuisce rapidamente per giungere al periodo di magra che si protrae da luglio a settembre incluso, con un minimo di portata media mensile fino a 11.9 m3/sec nel mese di agosto. 
In conclusione, la Nive è un fiume molto abbondante. Le precipitazioni annuali sul suo bacino versante ammontano a 1099 millimetri. La portata specifica del fiume è di 30,2 litri al secondo per chilometro quadro di bacino.

## Dipartimenti, comuni e cantoni attraversati
Nel solo dipartimento dei Pirenei Atlantici, la Nive attraversa venti comuni e cinque cantoni:
- - da monte verso valle - Estérençuby (sorgente), Saint-Michel, Çaro, Saint-Jean-Pied-de-Port, Uhart-Cize, Ascarat, Ispoure, Ossès, Saint-Martin-d'Arrossa, Bidarray, Louhossoa, Itxassou, Cambo-les-Bains, Halsou, Jatxou, Larressore, Ustaritz, Villefranque, Bassussarry e Bayonne (confluenza).

In termini di cantoni, la Nive nasce nel cantone di Saint-Jean-Pied-de-Port,  attraversa i cantoni di  Saint-Étienne-de-Baïgorry, Espelette, Ustaritz, e confluisce nel cantone di Bayonne-Est.
|  |  |